# The Destroyer (film 1915 Vignola)
The Destroyer è un cortometraggio muto del 1915 diretto da Robert G. Vignola.

## Trama
Come un ragno, un'attrice avvolge nella sua ragnatela un giovane, allontanandolo dalla fidanzata e rovinandolo senza speranza di riscatto.

## Produzione
Il film fu prodotto dalla Kalem Company.

## Distribuzione
Distribuito dalla General Film Company, il film - un cortometraggio in tre bobine - uscì nelle sale cinematografiche statunitensi il 30 aprile 1915.